# Kovács Attila Zoltán
Kovács Attila Zoltán (Kolozsvár, 1972. szeptember 13. –) magyar irodalomtörténész, -kutató, szerkesztő, könyvkiadó, fordító, a Kárpát-medencei Irodalmi Társaságok Szövetségének (KITÁSZ) elnöke, a Nemzeti Könyvtár szakmai tanácsadója, az Erdélyi Szalon Kft. ügyvezetője, a Szépmíves Könyvek Kiadó vezetője, a Magyar Művészeti Akadémia (MMA) kutatója, továbbá NKA kurátor.

## Életpályája
1989 óta él Magyarországon, középiskoláit Kolozsváron, Budapesten és Cegléden végezte. 1992-ben érettségizett, 1996-97-ig JATE hallgatója volt, ezt követően irodalmi ösztöndíjas a Magyar Tudományos Akadémián. 2000-től a Szegedi Tudományegyetem PhD-se, kutatási témája az Erdélyi Irodalmi Társaság története (1888–1937). 1999-től szerkesztő, főszerkesztő, irodalmi vezető több kiadónál, fő profilja az írói hagyatékok felkutatása, közreadása. Emellett civil kurátor (OTCEF) és irodalmi konferenciák szervezője szerte az országban és a Kárpát-medencében. 2005-től a Wass-életmű egyik gondozója, illetve angolul írt műveinek fordítója, emellett Bánffy Miklós, Daday Loránd, Márai Sándor, Szilvássy Karola, Tamási Áron, Mindszenty József és mások életművének, az erdélyi arisztokrácia írásos emlékezetének kutatója, feltárója. Erdélyi tematikában közreadta az elfeledett Huszka József A székely ház kötetét, Rugonfalvi Kiss István A nemes székely nemzet képe művét, Szilágyi Sándor Erdélyország történetét, továbbá az erdélyi emlékírók antológiáját, valamint a székely "krónikás" Kövesdi Kiss Ferenc Mezőség néprajzi útikönyvét is. 2005 és 2010 között lefordította Wass Albert angolul írt műveit  (Eliza, Az erdélyi magyar népművészet, Népirtás Erdélyben, Igazságot Erdélynek! stb) és politikai esszéit, melyek amerikai lapokban láttak napvilágot (Hungarian Quarterly, Transylvanian Quarterly, Central European Forum), ugyanakkor számos dokumentumot gyűjtött össze Floridában (Astor Park, Gainesville, Leesburg stb) az író emigrációs korszakát illetően, melyek szintén kiadásra kerültek. Wass Albert munkássága mellett Bánffy Miklós kiadatlan írásait kutatja az Akadémián, tucatnyi megtalált  levél és napló, színházi feljegyzés és naptárjegyzet, családi diárium és levelezőlap jelzi az eredményeket. E munkák az Akadémia berkein belül jelennek meg a közeljövőben.

## Díjai, elismerései
- Budai Díj (2006, A nevető Erdély c. kötetéért)[5]
- József Attila-emlékérem (2007)
- Euromedia díj (Bécs, 2008).
- Fitz József-díj (2017)
- Vitézavatás (2022)

## Kiadványai
- Nevéhez fűződik az Aranyrög Könyvtár sorozat, melyben elfeledett írók egész sorát hozta vissza a köztudatba (Kosáryné Réz Lola, Berde Mária, Gulácsy Irén, D. Kenese Erzsébet, Indig Ottó, Tamás Mihály, Vécsey Zoltán stb.), a legutolsó Németh László, Makkai Sándor, Tamási Áron, Kós Károly életműsorozat és a Gyurkovics-életmű megjelentetése.
- Közreadta Márai Sándor cenzúrázott vagy torzó (Egy polgár vallomásai – A csorbítatlan változat;[6] A Garrenek műve I–III.) és kéziratos (Hallgatni akartam /első keresője Bod Péter volt/;[7]
- Föld, Föld!... – A teljes változat;[8]
- Fedőneve:Ulysses[9]) műveit, Kós Károly életrajzi kötetét (Életrajz) és elfeledett bédekkerét (Sztambul), de felkutatta gróf Bánffy Miklós kiadatlan írásait és politikai-közgazdasági tanulmányát is. Petrovácz István író utolsó könyvének kiadója (Bálványosvár), de közreadta családja kálváriáját is, melyet nagynénje, Zsigmond Mária jegyzett le.
- A Kálváriajárás – Kuláksors Erdélyben[10] részletei később megjelentek a Hantó Zsuzsa-féle Kitiltott családok I–III. sorozatban is.
- Első székely mesegyűjtését szintén saját kiadójában jelentette meg (Küs Miklós királyfi), továbbá elsőként adta ki Magyarországon báró Bornemissza Elemérné Szilvássy Karola erdélyi receptkönyvét (összegyűjtötte Marosi Ildikó), Szebeni Zsuzsa színháztörténésszel pedig együtt feldolgozták a báróné hagyatékát, leveleit és jegyzeteit.
- Megtalálta Mindszenty József Emlékiratainak teljes változatát, amit Soós Viktor Attila történésszel és a Mindszenty Alapítvánnyal közreadtak, ugyanakkor felkutatta a hercegprímás kiadatlan írásait 1956-ról, a Kádár-korszakról, a kommunizmusról írtakat, valamint rábukkant a többverziós Egy tragikus sorsú nemzet Mindszenty-kéziratra is.
- Mindezek mellett több tucat kiadatlan kéziratot, naplót, emlékiratot kutatott ki (Kós Károly, Tamási Áron, Márai Sándor, Szerb Antal, Márai álneves művei, Szeremley Samu, Bánffy Miklós levelezés, stb.), gyűjtéseit időről időre megjelenteti.
- Nevéhez fűződik továbbá a Márai Sándor bédekker sorozat, a Weöres Sándor ex libris (Steinert Ágota közreműködésével), a Képes emlékezet (Karády, Radnóti, Munkácsy, Rejtő), a Sorsok és életek,  a TranszLiteratúra, valamint A szőnyeg alá söpört történelem sorozat (Recsk, Munkásőrség, Gulag).
- Sajtó alá rendezője a Munkácsy naplóknak, amiért 2017-ben díjat is nyert.
- Az utóbbi években az Ulysses halála, A nevem Jézus, a Hajónapló, A nagy Isten vacsorája kéziratos Márai-művek nyomában kutakodik, kettőt már megtalált a Nápoly–München–Budapest kézirattári tengelyen, ahogy számtalan kiadatlan Márai-írást, -levelet 1930 és 1942 (például a Pesti korzó mintegy száz darabja) között, illetőleg az emigráció időszakából (Bókay, Jáky stb. levelek).
- Ezekkel párhuzamosan  a magyar arisztokrácia írásos hagyatékát kutatja és adja ki (Károlyi, Bánffy, Andrássy, Windisch-Graetz, Teleki, Bethlen családok), továbbá Wass Albert Művei és Csoóri Sándor Életműve kizárólagos kiadója (Erdélyi Szalon Kiadó Kft.). 1998-tól nagyságrendileg 1500 kiadvány megjelenése fűződik a nevéhez.
- Jelentős irodalmi fotóarchívum birtokosa. Blogja: kowax.blog.hu

### Főbb munkák
- Trianon – A diktátum teljes szövege (s.a.r. Bank Barbarával közösen);
- Igazságot Magyarországnak! (szerk.: Apponyi Albert és tsai);
- Ion Mihai Pacepa: Egy kommunista kémfőnök visszaemlékezései (Bank Barbarával közösen);
- Almásy László életműsorozat;
- Wass Albert: Levelek 1927–1998;
- Wass Albert: Az erdélyi magyar népművészet (fordítás);
- Wass Albert: Elvész a nyom – A teljes változat;
- Wass Albert: Eliza története (fordítás);
- Wass Albert: Népirtás Erdélyben (fordítás);
- Wass Albert: Voltam – Önéletrajz 130 képpel (s.a.r.);
- Wass Albert kritikai sorozat;
- A megfigyelt ember sorozat (Napi Operatív Információs Jelentések, s.a.r. Bank Barbara és Soós Viktor Attila);
- Mindszenty József: Emlékirataim – A teljes változat (Soós Viktor Attilával közösen);
- Nagy Töhötöm: Jezsuiták és szabadkőművesek – A teljes változat (Keresztes András, Soós Viktor Attila);
- Bornemisszáné Szilvássy Carola: Kendőzetlen feljegyzések Kolozsvárról (s.a.r. Szebeni Zsuzsa);
- Bornemisszáné Szilvássy Carola: Receptek – Az erdélyi főúri konyha titkai;
- báró Kemény Jánosné Augusta Patton: Önéletrajzi visszaemlékezések;
- Arany János jegyzetek 1859 (autográf kiadás);
- Aranyrög sorozat;
- Bánffy Miklós: Kései levelek 1944–1952;
- Magyarnak maradni Erdélyben (L'Harmattan, 2021);
- Márai Sándor: Egy polgár vallomásai (A teljes változat);
- Márai Sándor: Föld, föld!... (A teljes változat);
- Márai Sándor: Hallgatni akartam;
- Márai Sándor: Fedőneve Ulysses;
- Márai Sándor: Ajándék az egész élet (s.a.r. Szepessy Kata);
- Márai Sándor: A világ nagy ajándék (s.a.r. Szepessy Kata);
- Horthy Jenő: Egy világfi kalandozásai (s.a.r. Gellér Tibor);
- A teljes Szépmíves sorozat (77 kötet);
- gróf Teleki Pál: A nevemben ne ígérjen senki;
- Mindszenty – interaktív blogkönyv fiataloknak (s.a.r. Kovács Gergely);
- Gyurkovics Tibor életműsorozat;
- Németh László életműsorozat;
- Makkai Sándor életműsorozat;
- gróf Bethlen Béla: Visszaemlékezéseim (A teljes változat);
- Mindszenty József: Kommunista arcélek;
- Mindszenty József: 1956 – Írások a hagyatékból;
- Szerb Antal: A hammelni patkányfogó;
- Szerb Antal: Nagy emberek gyermekcipőben;
- Bánffy Miklós életműsorozat.